# جوديث براون
جوديث براون (بالإنجليزية: Judith Brown)‏ هي رسامة أمريكية، ولدت في 17 ديسمبر 1931 في نيويورك في الولايات المتحدة، وتوفي بنفس المكان في 11 مايو 1992.